# Magyar Mozgókép Díj a legjobb hangmesternek
A Magyar Mozgókép Díj a legjobb hangmesternek (korábban Magyar Filmdíj) elismerés a 2014-ben alapított Magyar Filmdíjak egyike, amelyet a Magyar Filmakadémia (MFA) tagjainak szavazata alapján ítélnek oda egy-egy év magyar filmterméséből legjobbnak tartott hangmesternek.
A díjra történő jelölés nem automatikus; arra azon művek alkotói jöhetnek számításba, amelyeket beneveztek a Magyar Mozgókép Fesztiválra. Nevezni az előző év január 1. és december 31. között moziforgalmazásba került vagy kerülő (forgalmazói szándéknyilatkozattal rendelkező), illetve televíziós csatorna műsorára tűzött, vagy nemzetközi filmfesztiválon versenyben vagy versenyen kívül szerepelt művet lehet.
Miután a Filmakadémia hangmérnök és hangmesteri szekciójának tagjai január 1-je és 31-e között megnézték a benevezett műveket, titkos szavazással választják ki saját szakmájuk öt jelöltjét, akik felkerülnek a jelöltek listájára.
A listát február 1-jén hozzák nyilvánosságra. A jelölt alkotásokat a Magyar Filmhét műsorára tűzik.
A második körben az Akadémia tagjai e szűkített listáról választják ki egy újabb titkos szavazás során a díjra érdemesnek tartott személyt.
Az ünnepélyes díjátadóra Budapesten, a Magyar Filmhetet lezáró gálán kerül sor minden év március elején.

## Díjak és jelölések
A nyertesek a táblázat első sorában, félkövérrel vannak jelölve. 2021 óta az alkotói teljesítményeket a műfajokat összevonva értékelik.
| Év (Gála)                | Díjazottak és jelöltek | Megjegyzés               |
| Csak játékfilm kategória | Csak játékfilm kategória | Csak játékfilm kategória |
| ------------------------ | --- | ------------------------ |
| 2016 (1.)                | - Balázs Gábor – Swing - Tőzsér Attila – Isteni műszak - Juhász Róbert és Madácsi Imre – Liza, a rókatündér - Major Csaba – Félvilág - Zányi Tamás – Szabadesés                                                                                 | [ * 1 ]                  |
| 2017 (2.)                | - Zányi Tamás – Jutalomjáték, Tiszta szívvel - Balázs Gábor – Hurok - Tőzsér Attila – Gondolj rám - Tőzsér Attila – Halj már meg! | [ * 2 ]                  |
| 2018 (3.)                | - Balázs Gábor – A Viszkis - Balázs Gábor – Kincsem - Beke Tamás, Péterffy Máté és Székely Tamás – Aurora Borealis – Északi fény - Lukács Péter Benjámin és Székely Tamás – Testről és lélekről - Zányi Tamás – 1945                            | [ * 3 ]                  |
| 2019 (4.)                | - Zányi Tamás – Napszállta - Fék György – A hentes, a kurva és a félszemű - Lukács Péter Benjámin és Székely Tamás – Rossz versek - Székely Tamás – Egy nap - Várhegyi Rudolf és Kristóf Márton – Lajkó – cigány az űrben                       | [ * 4 ]                  |
| 2020 (5.)                | - Tőzsér Attila – Drakulics elvtárs - Balázs Gábor – Valan – Az angyalok völgye - Juhász Róbert és Székely Tamás – Szép csendben - Lente Viktor – FOMO – Megosztod, és uralkodsz - Lukács Péter Benjámin és Zándoki Bálint – Akik maradtak      | [ * 5 ]                  |
| Összevont kategória      | |                          |
| 2021                     | - Madácsi Imre – Pesti balhé - Császár Gábor – A feltaláló - Balázs Gábor – Post Mortem - Major Csaba – Toxikoma - Zányi Tamás – Hab | [ 5 ] [ * 6 ]            |
| 2022                     | - Balázs Gábor – A játszma - Zányi Tamás – Eltörölni Frankot - Stefano Campus – A feleségem története - Dusan Kozák – Külön falka - Madaras Attila – El a kezekkel a Papámtól!                                                                  | [ 6 ] [ * 7 ]            |
| 2023                     | - Tőzsér Attila – Együtt kezdtük - Péterffy Máté – Blokád - Erdélyi Gábor – A másik érintése - Vajda Bodnár Dávid – Magasságok és mélységek - Varga Tamás – Az almafa virága                                                                    | [ 7 ] [ 8 ]              |
| 2024                     | - Madácsi Imre – Valami madarak - Bőhm Dániel és Lukács Ferenc – Hadik - Csizmadia Botond – Cicaverzum - Várhegyi Rudolf – Semmelweis - Zándoki Bálint és Lukács Péter Benjámin – Mesterjátszma                                                 | [ 9 ] [ 10 ] [ 11 ]      |
| 2025                     | - Tőzsér Attila – Hogyan tudnék élni nélküled? - Madácsi Imre és Rozslay Miklós – Most vagy soha! - Péterffy Máté – Ma este gyilkolunk, Csendes éj - Perger István – Bartók nyomában - Császár Gábor – Széchenyi és az utolsó éjszakai látogató | [ 12 ] [ 13 ]            |